# Маріо Елой
Маріо Елой де Ісус Перейра (Алже, 15 березня 1900 — Лісабон, 5 вересня 1951) — видатний португальський художником-модерніст.

## Життєпис

Автопортрет, c. 1936-39 рр. Полотно, олія 35 х 27 см

У 1900 році в Алжеші народився один з найважливіших представників португальського модернізму: Маріо Елой де Ісус Перейра. Син золотаря та онук акторів, він успадковує від сім'ї смак до сценічного мистецтва, пройшов коротке навчання акторської майстерності.
Маріо Елой був самоуком. 1913 року він покинув середню школу, щоб вступити до Лісабонської школи образотворчих мистецтв, яку він також кинув, через два роки, бо не любив стиль навчання, яке було занадто відсталим та академічним у ставленні до багатьох інших його сучасників, як Бернардо Маркеса або Карлуша Ботельу.
У наступні роки він "підліток, тусовщик богем і дилетант, єдиним майбутнім другом художника є майбутній архітектор Жорже Сегураду".
У 1919 році він поступився сімейному тиску і влаштувався у банку в Чіаду, але наприкінці року поїхав до Мадрида, а потім до Севільї. Він регулярно відвідує музеї, а саме музей Прадо. Коли він нарешті поступається закликам своєї сім'ї повернутися, він вирушає працювати в студію, яку Аугусто Піна надає у розпорядження в театрі Д. Марії II, у Лісабоні. Повернення пов'язане зі зміною ставлення; Елой, "безумовно, займається кар'єрою. […] закохується в художників і малює їх портрети в олії, привласнюючи естетику Колумбано Бордало Пінейро, але […] намагається емпірично модернізувати її". У цей період перепади настрою призводять до знищення багатьох творів.

### Відкриття та зрілість

Bailarico no Bairro, c.1936, полотно, олія, 80 х 100 см.

Коли він виїхав до Парижа в 1925 році, його найдосконаліші роботи "показали, що, попри самоуцтво та нестійкий темперамент, він швидко зміг просуватися та перевищити можливості навчання в Лісабоні ".
У Парижі він має доступ до елітарного середовища. Він отримує замовлення, малює портрети та відкриває можливості художньої кар’єри; але, водночас, він занурюється в музеї та галереї, намагаючись поглибити свої знання. Він вивчає великих, від Ель Греко до Сезанна, від Ван Гога до Пікассо або Матісса.
У 1927 році він виставляється у галереї Au Sacre du Printemps разом із двома забутими художниками - Елене Пучятьєка та Ервіном Зінгером - повторивши виставку окремо на Chez Fast через два місяці.
Твори цього етапу не дуже численні. Починає захоплюватися Кокошкою та кубізмом Пікассо, впливи, які будуть визначальними для наступного періоду наприкінці 1927 року у перші місяці перебування в Німеччині. 1927-1931 роки проходять між Лісабоном та Берліном.
Тим часом його роботи починають змінюватися на спокійніші, що відповідало тенденціям європейського мистецтва 1920-х років. Однак його формальна приналежність до німецького мистецтва, і особливо до Нової об'єктивності (Neue Sachlichkeit), не відміняє його міцного зв'язку з його походженням, з "південним і португальським способом бачення"  який спостерігається протягом усього його життя.
У січні 1929 року він одружився з Теодорою Севериною, через кілька днів після народження сина Маріо Антоніо. Того ж року він виставлявся у берлінській галереї Альфреда Флештайма разом з провідними митцями європейського авангарду, такими як Брек, Пікассо, Матісс або Джорджіо де Кіріко. 1930 року він взяв участь у 1-му Саль-дос-Індепендентесі, в Лісабоні, і повернувся до Португалії зі своєю родиною. Після чого пройшов період стабільності, який тривав приблизно 4 роки.
У найрелевантніших творах цієї фази - як у автопортреті 1930-32 років - він відходить від попередньої експресіоністської інтенсивності та вибирає стиль, близький до неокласичного Пікассо, синтезуючи його основні ідеї: " Спочатку кубізм передбачається у спрощенні та геометрізація голови [...] по-друге, через тонку неспокійність, про яку можна здогадатися у створенні себе, зосередженої та нав’язливої ".
У 1934 р. він виставлявся індивідуально в галереї UP. 1935 року він співпрацював у журналі Sudoeste  (редактор Альмада Негрейруш), і того ж року йому було присвоєно 1-у премію Amadeo de Souza-Cardoso на 1-й виставці сучасного мистецтва SPN.

Без назви (Самогубство), c. 1940-45, китайське чорнило на папері, 25 х 37 см

Наприкінці 1930-х та 40-х роках його роботи продовжують публічно представлятись у Лісабоні на колективних та індивідуальних виставках. Але на його продуктивність впливає прогресування хвороби, від якої він страждав - хорея або хворобу Хантінгтона, що характеризується безладними, неконтрольованими рухами та слабоумством. Відходить від живопису, і концентрується на малюванні, яке набуває помітно сюрреалістичну тенденцію, заселену чудовиськами та сексуальними алюзіями. Парад фігур включає "грубі жіночі оголення, жінки, що втратили тулуб, чоловіки, що воюють, деформовані голови".
"Чудовиська, які підбурюють несвідоме Елоя, заповнюють його малюнки загрозами смерті, страждань, порожнечі [... ] . Смерть у найрізноманітніших проявах. (Самогубство). Драматичний момент, коли (вагітна?) жінка підіймає кинджал проти себе ", посеред групи наляканих, безформних фігур, з "відкритими ротами, в страху та кричанні".
Його прийняли в 1945 році в Каса-де-Сауде-ду-Тель. 1950 року він був представлений на Венеціанській бієнале з двома творами, а наступного року в Біеналь де С. Пауло. Його клінічна ситуація стала критичною, і він помер у 1951 році.

## Спадщина
Загальна кількість існуючих робіт Маріо Елой не перевищує 400 творів (близько 100 картин та 300 малюнків). Існує багато причин такої малої кількості, серед яких можна виділити короткий термін його кар'єри, який закінчився трагічно, і емоційну нестабільність, яка змусила його знищити багато творів. Групи з близько 30 картин, які він залишив у Німеччині, були загублені під час Другої світової війни.
Дослідження його мистецької спадщини було здійснено командою під керівництвом Ракеля Анрікеса да Сілви, яка завершилася в 1996 р. ретроспективною виставкою в музеї «Музей до Кьядо» та виданням широкого каталогу.
Його найвідоміші роботи Автопортрет (1936-39 рр.), Bailarico no Bairro (1936) виставляються у Національному музеї сучасного мистецтва в Лісабоні.

## Ретроспективні виставки
- Ретроспективна виставка творів художника Маріо Елой. 1900-1951. Лісабон, Національний секретаріат з інформації, 1958.
- Mário Eloy: Ретроспективна виставка. Лісабон, Museu do Chiado, 1996.

## Зовнішні посилання
- http://www.museudochiado-ipmuseus.pt/pt/node/174%5Bнедоступне+посилання%5D
- http://www.cam.gulbenkian.pt/index.php?article=60099&visual=2&langId=1
- Профіль Маріо Елой в Офіційному центрі сучасного мистецтва Жозе де Азередо Пердігао
- http://aarteemportugal.blogspot.com/2010/12/mario-eloy-1900-1951.html [Архівовано 19 березня 2020 у Wayback Machine.]
- Південно-Західний   : зошити від Almada Negreiros [Архівовано 3 грудня 2013 у Wayback Machine.] (цифровий примірник)